# Sáhrud
Sáhrud vagy Shahrud (perzsa nyelven شاهرود, Shāhrūd, Shahrood, Shahroud, korábban Emāmshahr) város Iránban, Szemnán tartomány legnagyobb városa és az azonos nevű kerület központja. A 2006. évi iráni népszámlálás során 126.916 ember élt a városban (35.548 család).

## Földrajza
A város Teherántól mintegy 410 km-re keletre, az egykori selyemúton található, a főváros és Meshed között félúton. A várostól északra található az Alborz hegység, délre pedig a Dast-e Kavír nagy sósivatag. A városon keresztülfolyó Tasch-folyó a sivatagban végződik. Sáhrud a Kavir-medence részét képező Dāmghān-medencében, a nagy sósivatag közelében található. A modern Sáhrud egybeépült Bistam (ma: Bastam) történelmi központjával, amely a városközponttól néhány kilométerre északra található a hegyekben.
A város a Garmsar–Meshed-vasútvonalon fekszik, amely közvetlen vasúti összeköttetést biztosít Teherán és Meshed felé. Az Alborz hegységtől északra található Gorganba vezető út Sáhrudban kezdődik.

## Története
2006-ban Sáhrudban kb. 8000 éves őskori települések nyomait találták meg. Sáhrud Fath-Ali perzsa sah uralkodása előtt inkább egy falu volt, amely két ősi kastélyból és egy Shabdari nevű kis gazdaságból állt. A környező területek, mint Biarjomand, Miami és Bastam külön történelemmel rendelkeznek.
Bastam 6 km-re északra fekszik Sáhrudtól. Úgy vélik, hogy ez a város II. Sápúr szászánida király uralma alatt épült (310–379). Az Abbászida-korszak alatt Bastam a második legnagyobb város volt Dámgán után a történelmi Kúmisz tartományban. Az 1500 m magasan fekvő Bastam a múlt emlékeit a régi szasszánida városfalak között őrzi. A városban épült sírtemplomot 874-ben az itt elhunyt Bayazid sejk tiszteletére építették. A 14. században felújított épület emléktornyát a sejk szarkofágja fölé emelték 1313-ban.

## Itt születtek, itt éltek
- Bayazid Bistami, (* 803) – a szúfizmus perzsa iszlám misztikusának szülőhelye.
- Nāsir-i Chusrau – a 12. század híres perzsa költője is meglátogatta a várost, aki Kúmisz tartomány központjaként írta le.

## Nevezetességek a környéken
- Szeldzsuk-mecset – Bastamban épült 1120-ban.
- Kharaqan falu – mintegy 12 km-re Bastamtól, itt található Abul Hassan Kharaqani sírja, aki a 11. században a szúfik egyik leghíresebb szellemi vezetője volt.
- Byar-kastély romjai – Bastam délkeleti részén, a Byarjomand-sivatag szélén található, mely egy régi mecsetet és három kapuval rendelkező várfalat foglal magába.
- Farumad mecset romjai – mintegy 165 km-re északkeletre, a 13. század jelentős emlékműve.
- Sáhrud Múzeum – a Kádzsár és a korai Pahlavi korszakból származik, korábban az önkormányzat tulajdonában volt. A belvárosban, kétszintes téglaépületben található.

## Galéria

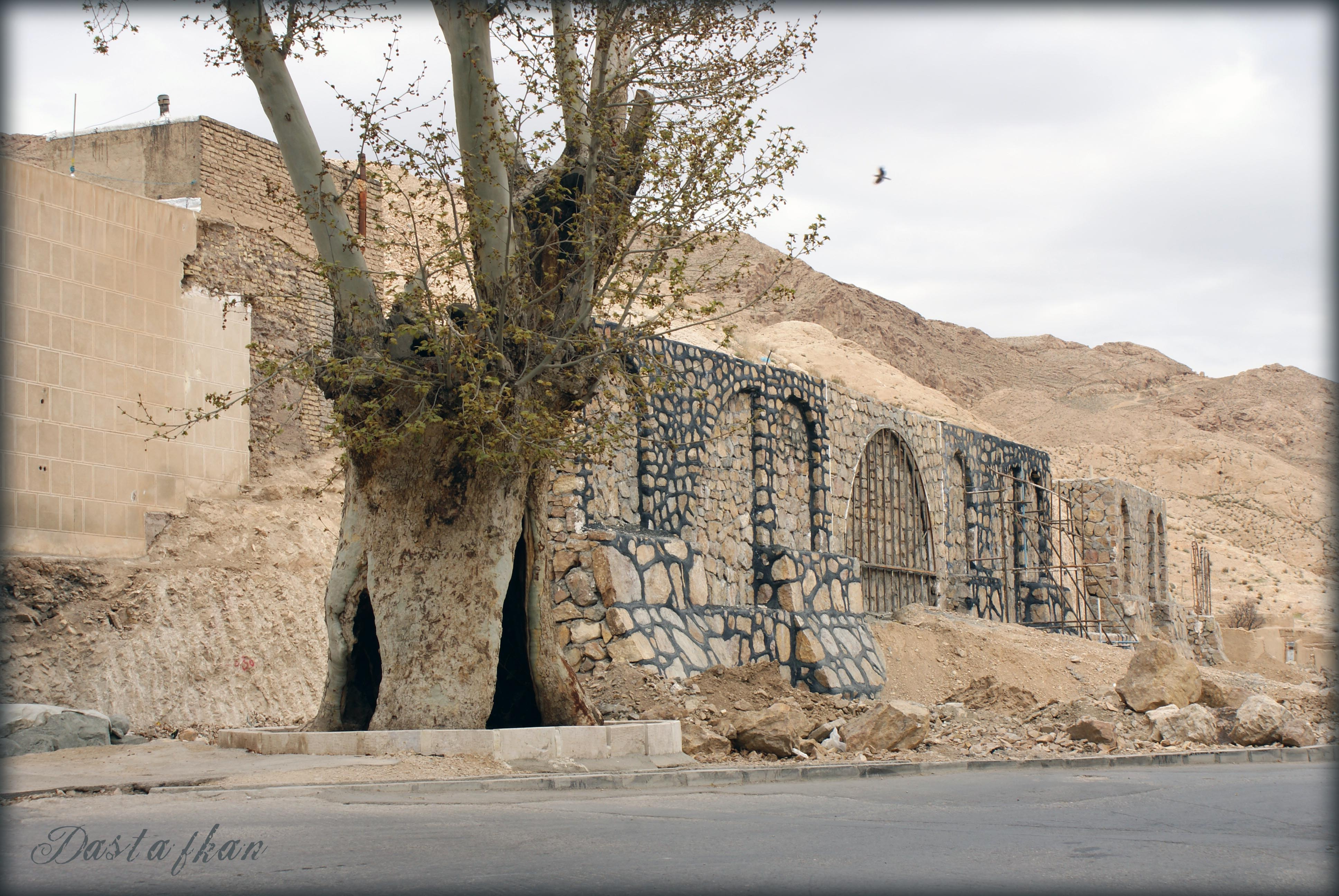
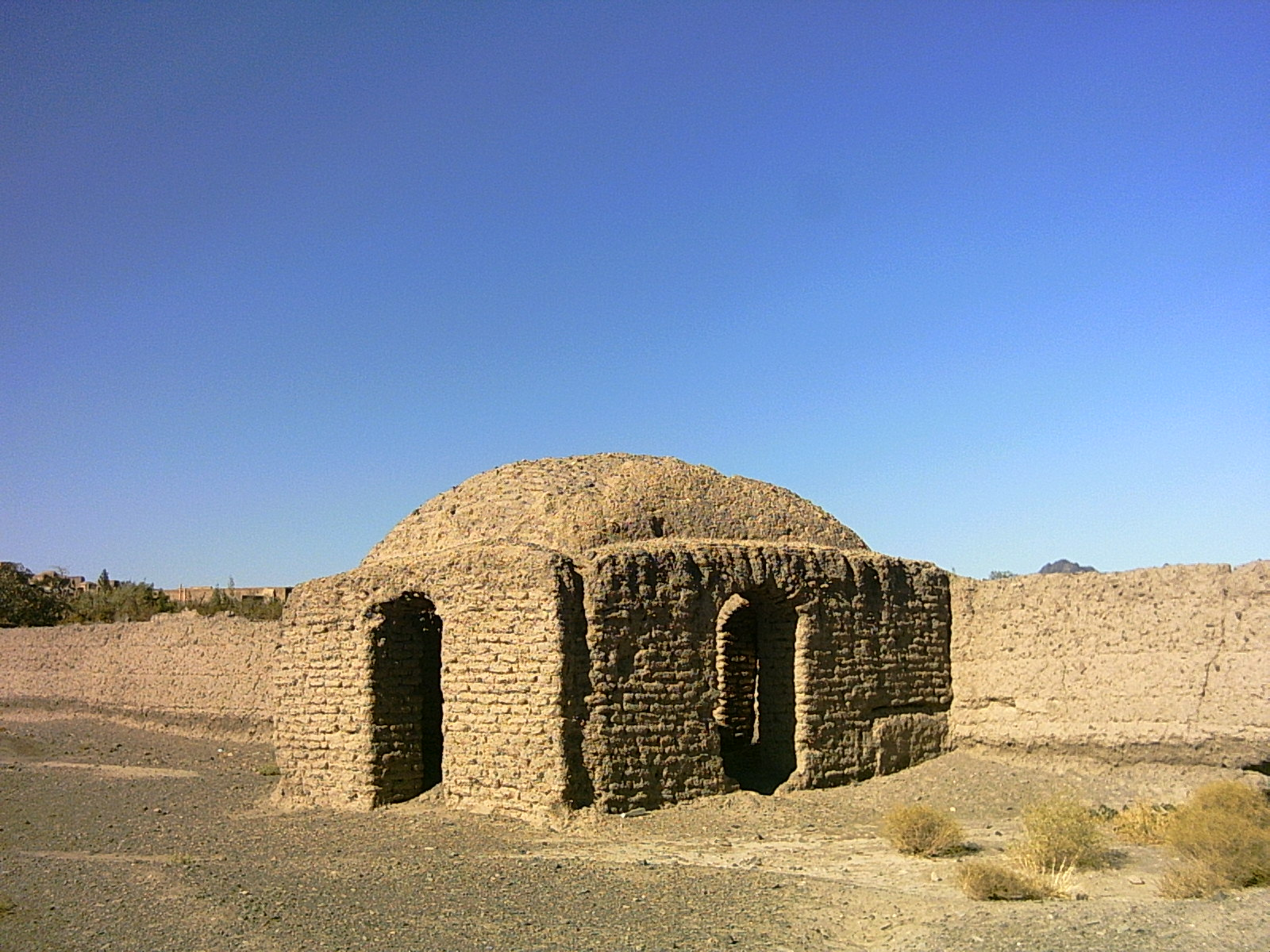
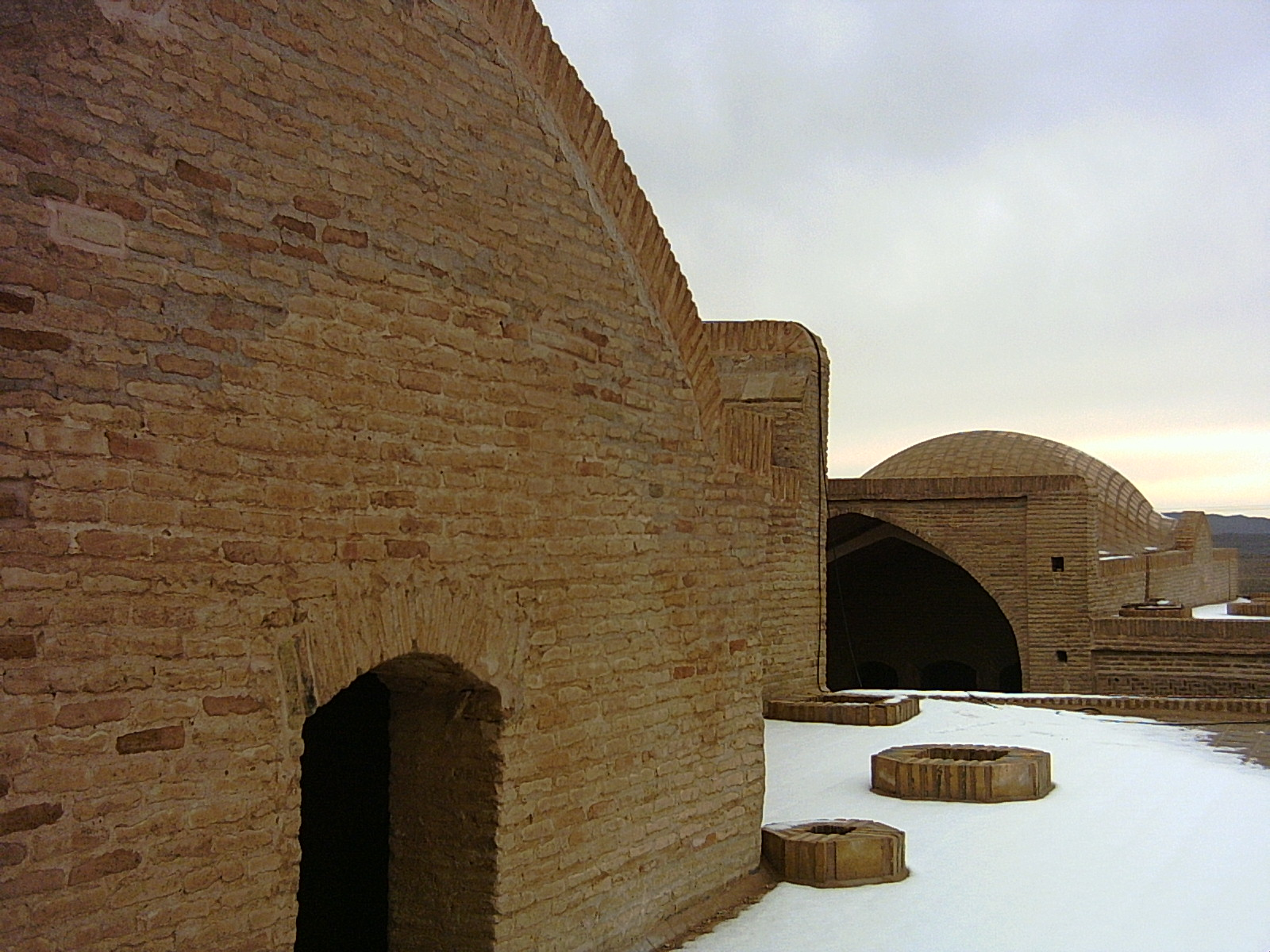
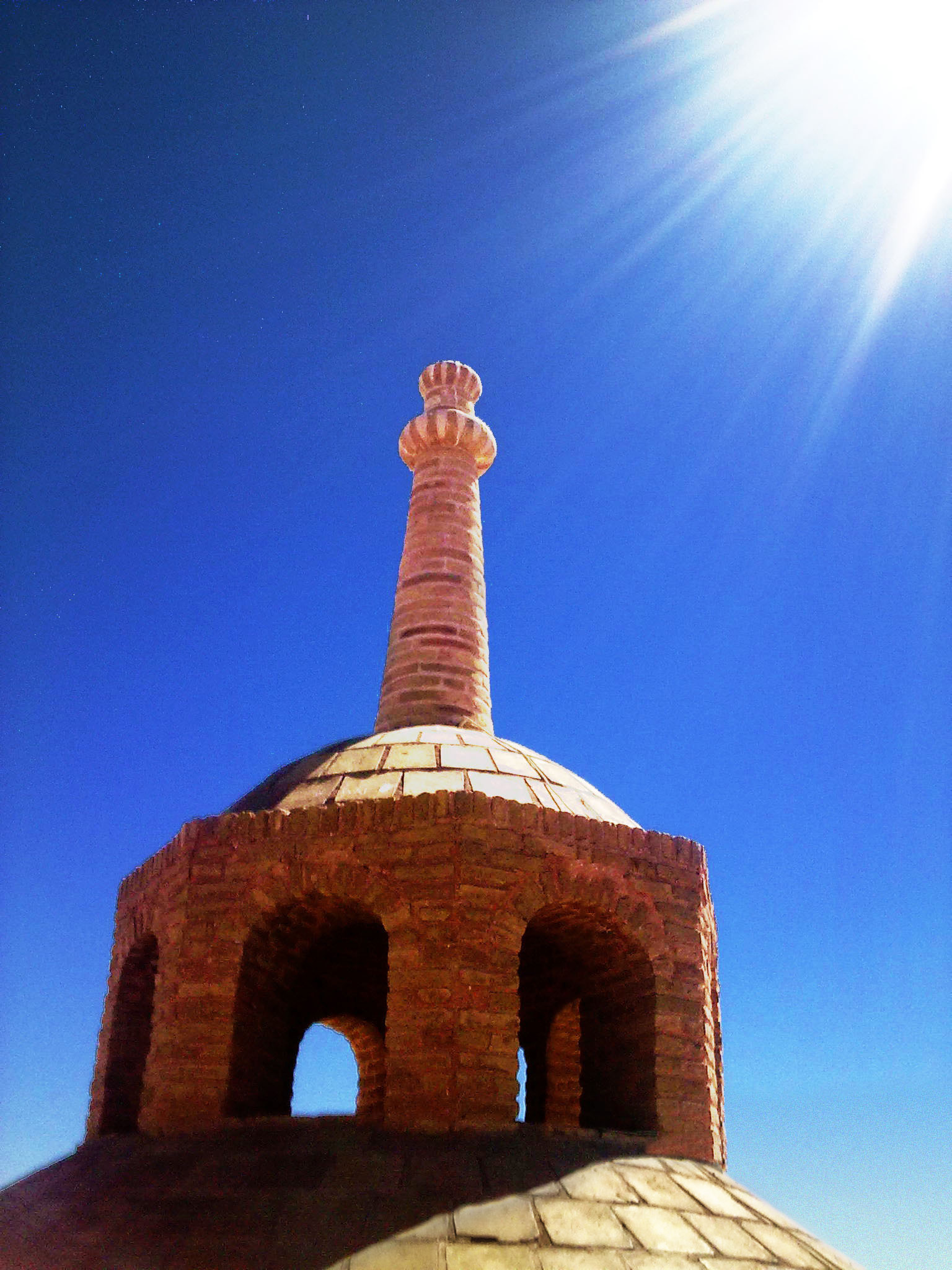
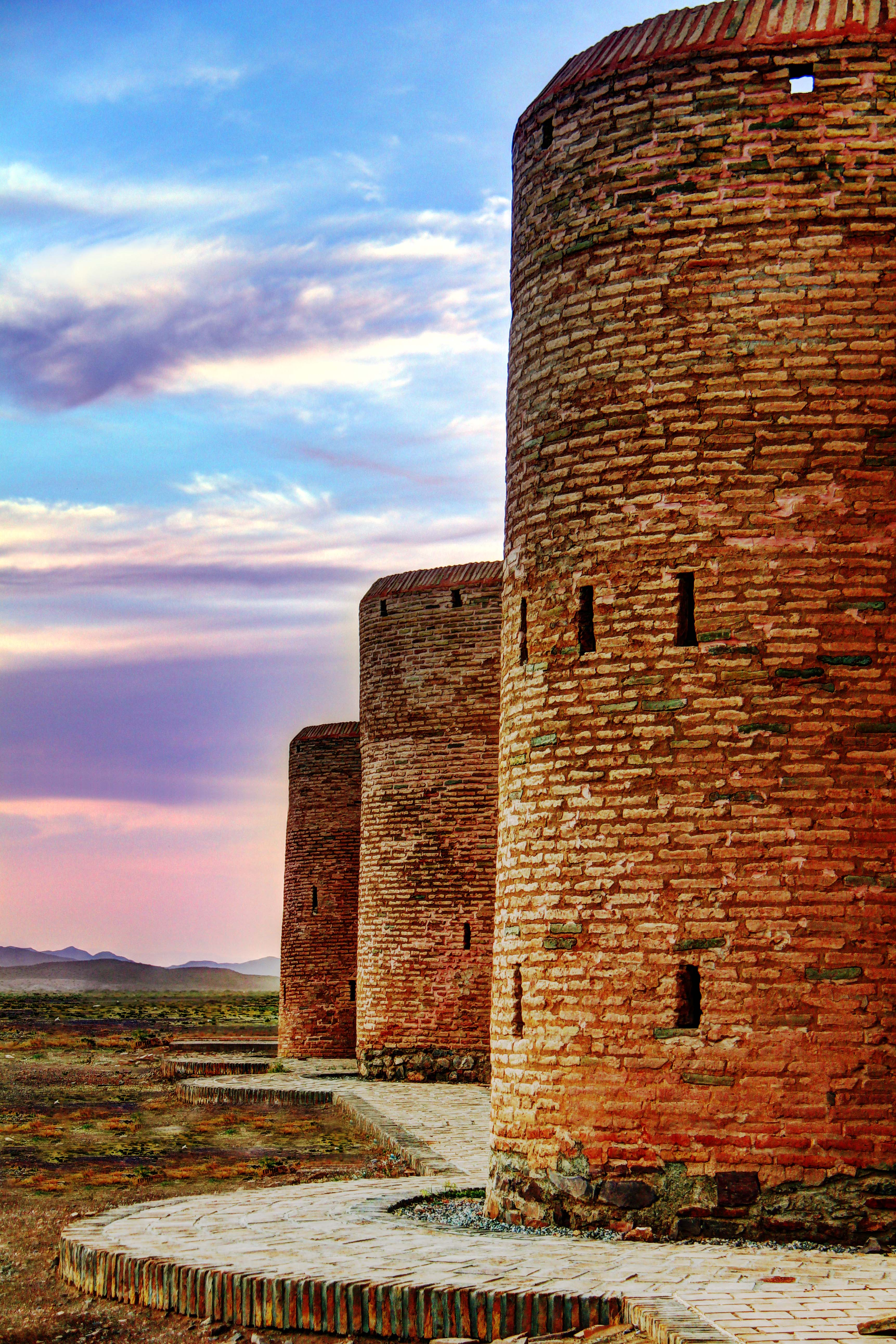
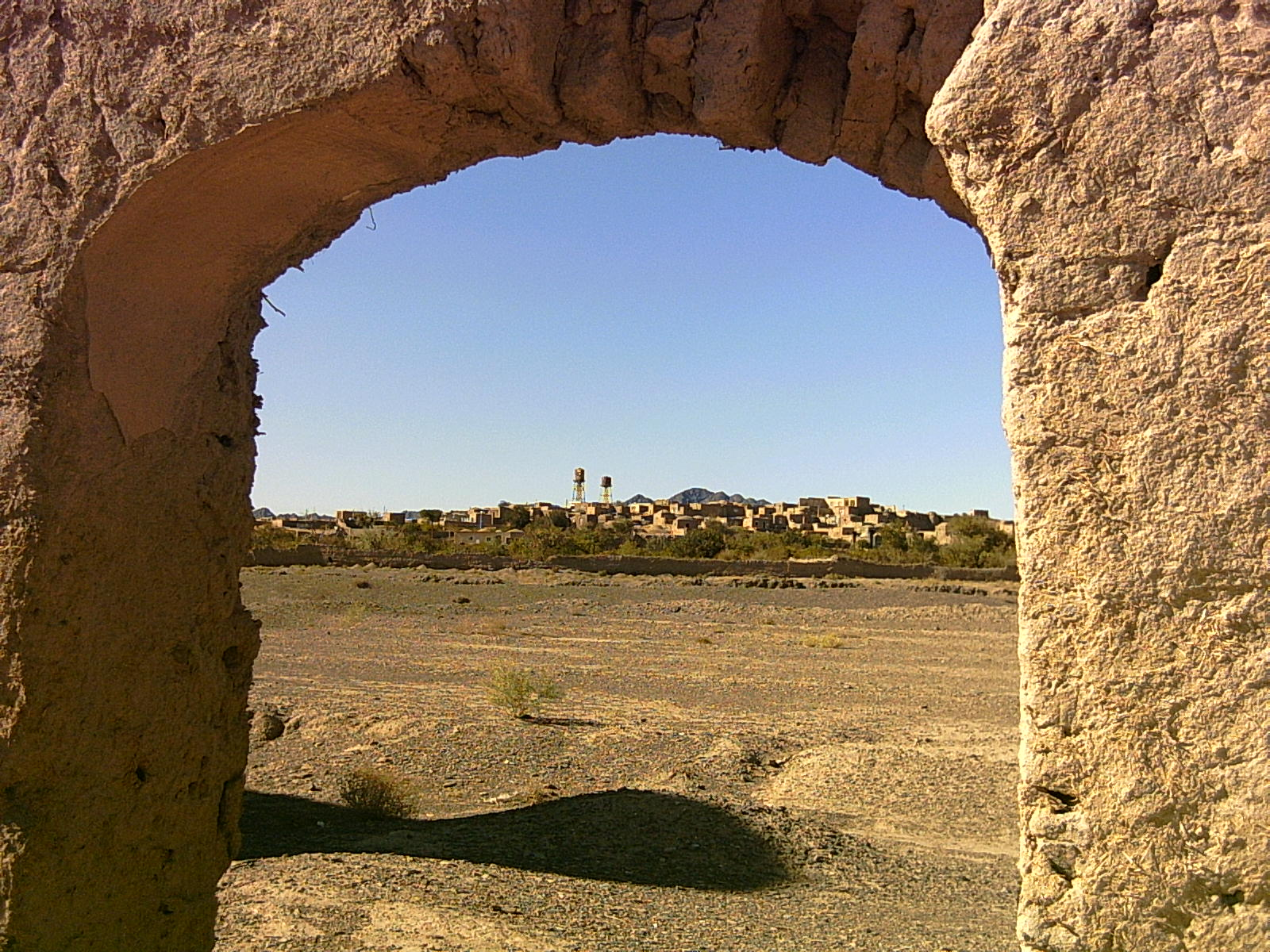
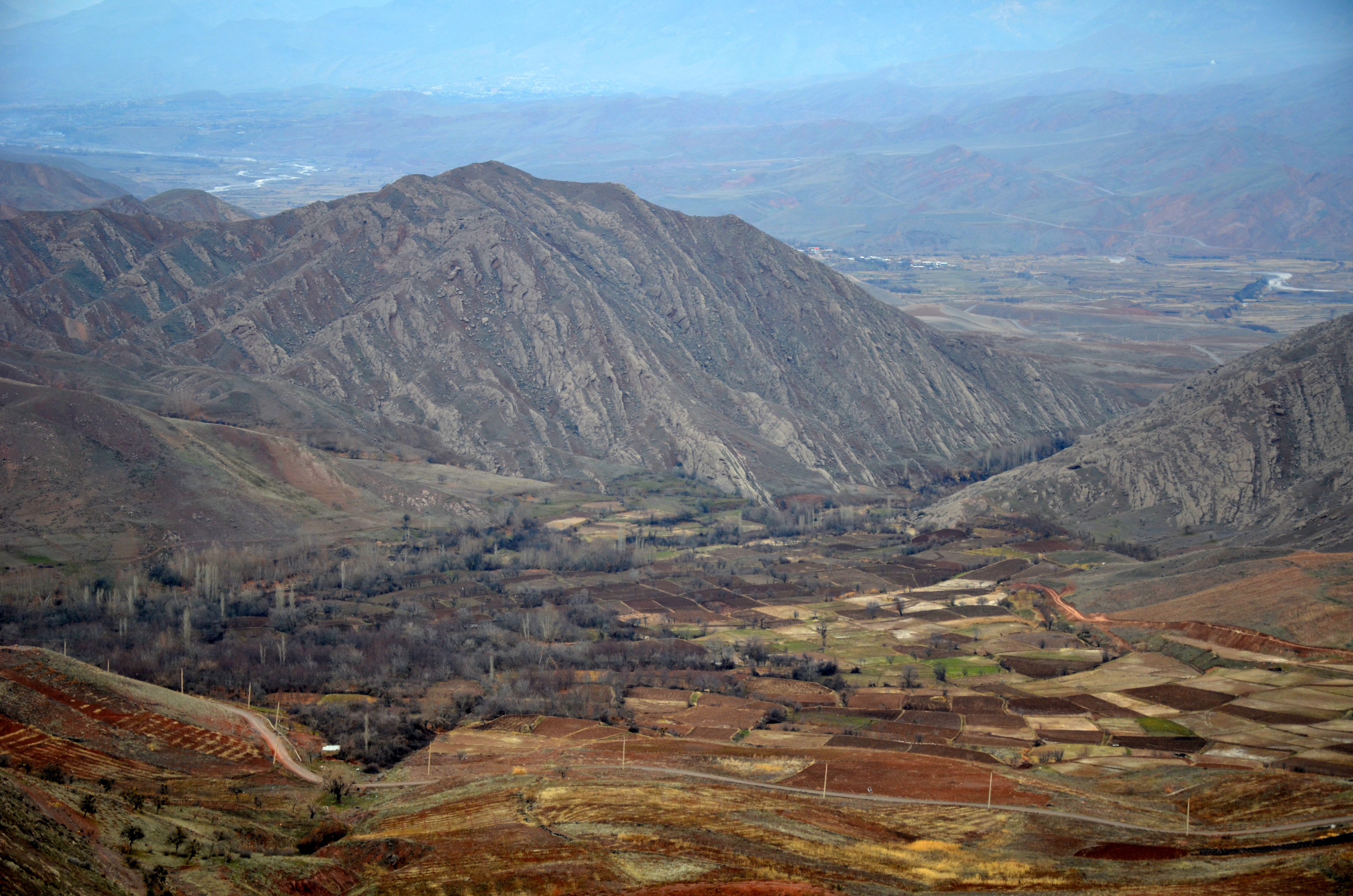

## Fordítás
- Ez a szócikk részben vagy egészben  a   Schahrud című német Wikipédia-szócikk fordításán alapul.  Az eredeti cikk szerkesztőit annak laptörténete sorolja fel. Ez a jelzés csupán a megfogalmazás eredetét és a szerzői jogokat jelzi, nem szolgál a cikkben szereplő információk forrásmegjelöléseként.